# Маловодное (Сокулукский район)
Маловодное (кирг. Маловодный) — село в Сокулукском районе Чуйской области Кыргызстана. Входит в состав Кызыл-Тууского аильного округа. Код СОАТЕ —41708 222 838 03 0.

## География
Село расположено в северо-западной части области, к югу от Большого Чуйского канала, восточнее города Шопоков. Абсолютная высота — 764 метра над уровнем моря.

## Население
| год     | 2009 | 2014 | 2015 |
| ------- | ---- | ---- | ---- |
| человек | 2346 | 2260 | 2271 |